# Волга (Алтайский край)
Во́лга — посёлок в Первомайском районе Алтайского края России. Входит в сельское поселение Первомайский сельсовет.

## География
Находится на левом берегу реки Падун (приток Повалихи), в 11 км к югу от центра сельского поселения, села Первомайское, и в 34 км к северу от районного центра, города Новоалтайска, и в 56 км от краевого центра, города Барнаул.
Уличная сеть
В посёлке две улицы: Рабочая и улица Соболева.
Ближайшие населенные пункты
Голышево 7 км, Первомайское 11 км, Октябрьское 11 км, Сорочий Лог 11 км, Новоповалиха 12 км, Степной 14 км, Казачий 14 км, Рогуличный 15 км.
Климат
Климат континентальный. Продолжительность периода с устойчивым снежным покровом составляет 160—170 дней, абсолютный минимум температуры воздуха достигает −50 °С. Средняя температура января −19,9 °C, июля +19 °C. Безморозный период длится 110—115 дней, абсолютный максимум температуры воздуха достигает 33—35 °С. Годовое количество атмосферных осадков — 360 мм.

## Население
| 1997 | 1998 | 1999 | 2000 | 2001 | 2002 | 2003 |
| ---- | ---- | ---- | ---- | ---- | ---- | ---- |
| 237  | ↗248 | ↘229 | ↗241 | ↘210 | ↗231 | ↗236 |
| 2004 | 2005 | 2006 | 2007 | 2008 | 2009 | 2010 |
| ↘223 | ↘202 | ↘192 | ↘187 | ↗194 | ↗206 | ↘160 |
| 2011 | 2012 | 2013 |      |      |      |      |
| →160 | ↗161 | ↗168 |      |      |      |      |

## История
История посёлка Волга связана с историей переселения чувашей в сибирские земли. Впервые представители чувашской национальности появились вместе с русскими землепроходцами ещё при Иване Грозном. С XVII века чуваши принимали активное участие в освоении Сибири. В 80-е годы XIX столетия отмена крепостного права, высокая плотность населения в Чувашии, а также ограниченность возделываемых земель, послужили поводом для миграции чувашей из Поволжья. В связи со сложившейся ситуацией был издан императорский указ от 9 ноября 1906 года, согласно которому началось организованное переселение крестьян из Поволжья в Сибирь.
Поселение Канаш, ставшее впоследствии посёлком Волга, было основано гораздо раньше, но первое документальное упоминание о самом посёлке отражено в переписи населения в 1926 году, где указан год основания — 1921. В поселении Волга проживало 100 человек, хозяйств было 19. По национальности все они были чувашами.
На сегодняшний день в селе Волга Первомайского района Алтайского края из 224 жителей 72 — чувашской национальности.

## Инфраструктура
Поскольку население в посёлке сильно сократилось, там имеется минимум коммунальных, торговых и иных услуг. Школа, почтовое отделение, другие услуги находятся в населённом пункте Первомайское.
В селе Волга создана музейная комната чувашской национальной культуры «Народные истоки» и ансамбль чувашской песни «Канашенки». Его участники ведут работу по развитию и сохранению обрядов и самобытной национальной культуры.

## Транспорт
Село соединяет с районным и областным центром федеральная автомагистраль М52 Чуйский тракт (Новосибирск—Бийск—Монголия) и региональная автодорога: посёлок Волга — посёлок Ильича — трасса на Заринск. Ближайшая железнодорожная станция Алтайская находится в городе Новоалтайск.